# Sporting Clube de Portugal (omnisports)
Le Sporting Clube de Portugal est un club omnisports portugais basé dans la ville de Lisbonne. Le club compte plusieurs trophées européens à son palmarès : la coupe d'Europe des vainqueurs de coupe lors de édition 1963-1964 en football, une Ligue européenne en 1976-1977, deux coupes Cers et trois coupes d'Europe des vainqueurs de coupe en rink hockey, deux Challenge cup en handball.

## Sports
Le football reste le sport phare du club mais le club compte des sections dans de nombreuses autres disciplines :
En équipe :
- Football
- Sporting Clube de Portugal
- Sporting Clube de Portugal (féminines)
- Sporting Clube de Portugal (handball)
- Futsal
- Sporting Clube de Portugal (rink hockey)
- Sporting Clube de Portugal (football de plage)
- Sporting Clube de Portugal (basket-ball)
- Rugby
- Sporting Clube de Portugal (tennis de table)
- Sporting Clube de Portugal (volley-ball)

De combat :
- Aïkido
- Boxe
- Capoeira
- Judo
- Karaté
- Kickboxing
- Krav Maga
- Taekwondo

Autres :
- Sporting Clube de Portugal (athlétisme)
- Gymnastique
- Billard
- Pool
- Échecs
- Canoë
- Corfball
- Dressage
- Remo
- Tir à l'arc
- Water-Polo
- E-sport
- Karting
- Natation
- Paintball
- Pêche
- Tir
- Triathlon
- Tennis
- Golfe
- Paddle

Inactives :
- Plongée
- Handball à 11
- Badminton
- Patinage
- Escrime
- Haltérophilie
- Lutte
- Pentathlon moderne

### Athlétisme
Plus de 300 titres nationaux et plus de 30 européens sont remportés par des représentants de la section athlétisme. Dans le passé, le Sporting peut se targuer avec Carlos Lopes d'avoir eu l'athlète qui a ramené la première médaille d'or de l'histoire du Portugal aux Jeux olympiques, lors du marathon des Jeux olympiques de 1984 à Los Angeles. D'autres athlètes ont représenté le Sporting comme Fernando Mamede (record du monde du 10 000 mètres en 1984) ou Domingos Castro, notamment vice-champion du monde du 5 000 mètres des mondiaux de 1987.
Parmi les autres médaillés du Sporting, Francis Obikwelu, médaillé olympique et mondial, remporte deux titres européens lors de l'édition de 2006, sur 100 mètres et du 200 mètres. Le coureur de fond Rui Silva remporte une médaille mondiale, deux médailles européennes, et plusieurs titres dont les compétitions en salle. Naide Gomes. La spécialiste du saut en longueur Naide Gomes remporte deux médailles d'argent européennes.
En 2000, le Sporting remporte la Coupe d'Europe des clubs champions d'athlétisme chez les hommes, prestigieuse compétition où le Sporting a terminé bien classé à de nombreuses reprises de son histoire. Le Sporting remporte cette compétition chez les féminines en 2016 et 2018.

### Futsal
La section futsal du Sporting est le club le plus titré dans la discipline au Portugal, avec 15 championnats après la saison 2017-2018.
- 2 Ligue des Champions
- 15 titres de champion du Portugal
- 6 trophées de la coupe du Portugal
- 8 Supercoupe du Portugal
- 2 Coupe de la ligue

Il est par ailleurs finaliste de la Coupe de futsal de l'UEFA, en 2011, 2017 et 2018.

### Handball
Au terme de la saison 2017-2018, la section handball compte 21 titres de champion du Portugal. Elle compte également 15 coupes du Portugal à son palmarès ; et trois supercoupes du Portugal (en).
Le Sporting est également l'unique club portugais à avoir remporté la EHF Coupe Challenge (en 2009-2010 et en 2016-2017) sur la scène européenne.
Palmarès européen :
- 2 EHF Coupe Challenge

Palmarès national :
- 21 Championnats du Portugal
- 15 Coupes du Portugal
- 3 Supercoupes du Portugal (1998, 2002, 2013)

### Beach Soccer
Le palmarès de la section de Beach Soccer est :
- 1 Circuito Nacional de Futebol de Praia (2010)
- Finaliste du Mundialito de Club Beach Soccer (2011)
- Demi-finaliste du Mundialito de Club Beach Soccer (2012)

### Rink hockey
L'équipe de rink hockey du Sporting a eu un passé glorieux, comme en témoigne son palmarès auréolé de cinq coupes d'Europe dont la Ligue des Champions, mais le Sporting a ensuite décidé d'abandonner ce sport durant de nombreuses années. En 2010-2011, le Sporting effectue son retour dans la discipline, mais est obligé de repartir en troisième division. Immédiatement promu, le Sporting est de nouveau promu la saison suivante en deuxième division. Ainsi, en 2012-2013, le Sporting effectue son grand retour parmi l'élite du Rink hockey portugais (Hóquei em patins).
Il renoue avec son passé en remportant de nouveau des trophées, la Supercoupe du Portugal en 2015 puis son huitième titre de champion du Portugal en 2018.
- 2 Ligue des Champions
- 2 Coupe CERS
- 3 Coupes d'Europe des vainqueurs de coupe
- 8 Championnats du Portugal
- 4 Coupes du Portugal
- 2 Supercoupe du Portugal

### Tennis de table
La section de tennis de table remporte de nombreux titres au Portugal, chez les hommes ou chez les femmes.
- 35 fois vainqueur du championnat du Portugal de tennis de table par équipes
- 31 fois vainqueur de la Coupe du Portugal de tennis de table
- 13 Supercoupes du Portugal de tennis de table
- 13 fois vainqueur du Championnat du Portugal de tennis de table féminin
- 16 Coupe du Portugal de tenis de table féminin

### Basket-ball
Après 17 ans d'absence, le Sporting décide de réactiver la section basket-ball en 2012. Cependant, uniquement la section féminine disposa d'une équipe principale pour la saison 2012-2013.
Chez les hommes, seuls les catégories de jeunes ont été lancés pour la saison 2012-2013.
- 8 Championnats du Portugal
- 5 Coupes du Portugal

### Rugby à XV
Après plusieurs décennies d'absence, le Sporting décide de réactiver la section rugby en 2012 et reprend en deuxième division lors de la saison 2012-2013. Immédiatement, le Sporting remporte le championnat et est promu dans la division au-dessus. Lors de la saison 2014-2015, le Sporting retrouve l'élite du championnat portugais (Divisão de Honra).
- Champion du Portugal de deuxième division (2012-2013)
- 5 championnats régionaux (1927, 1928, 1929, 1931, 1932)
- Finaliste de la coupe du Portugal en 1964

### Gymnastique
- Plus de 150 titres nationaux et 11 européens.

### Natation
- Plus de 150 titres nationaux et 3 européens.
- Lors des Championnats Nationaux de Natation 2013, le Sporting remporte 44 médailles (18 en Or, 15 en Argent et 11 en Bronze), soit nettement plus que le FC Porto (32).

### Karaté
Le Sporting peut mettre en avant un certain nombre de trophées, principalement grâce à Nuno Miguel Pinto Paiva, notamment champion d'Europe de WUKF en 2010. Le 19 janvier 2013, Filipe Reis remporte, à seulement 21 ans, une médaille d'argent à l'Open de Paris, une épreuve de la compétition européenne la plus prestigieuse de la discipline : la Karate1 Premier League. Le 25 mars 2013, le même Filipe Reis remporte la médaille d'or dans la catégorie -84 kg à l'Open International de Tanger, au Maroc.

### Cyclisme
Le club a disposé d'une équipe cycliste professionnelle de 1911 à 2010 avant d'être relancée en 2020. Entre 2016 et 2019, le Sporting était en partenariat avec CC Tavira au sein de l'équipe de statut continental nommée Sporting-Tavira. Elle a notamment participé aux éditions 1975 et 1984 du Tour de France, avec une victoire d'étape remportée en 1984 par Paulo Ferreira.

## Palmarès olympique

### Records
- Club portugais avec le plus de médailles olympiques (10 médailles)
- Club portugais avec le plus de présences olympiques (24 sur 28 possibles depuis la création du Comité olympique portugais)
- 2e club d'Europe avec le plus d'athlètes olympiques (128 répartis en 16 sports différents, seulement devancé par le FC Barcelone)
- Record olympique du marathon (Carlos Lopes avec sa performance de 2 h 09 min 21 s à Los Angeles en 1984) entre 1984 et 2008

### Médailles
Au total, les athlètes du club ont remporté 10 médailles (3 en or, 6 en argent et 1 en bronze), 7 de manière individuelle, 1 en duo (pour Emanuel Silva, qui a remporté sa médaille avec Fernando Pimenta) et 2 collectivement (pour les footballeurs Emmanuel Amunike et Andrzej Juskowiak). L'édition 2004 fut la plus prolifique avec 4 médailles (1 d'or, 2 d'argent et 1 de bronze) soit quasiment la moitié de toutes les médailles. En 2008, aucune médaille ne fut remportée, mais Emanuel Silva a brisé la série aux Jeux olympiques d'été de 2012 à Londres, en remportant une médaille d'argent.

#### Médailles d'or
La médaille d'or de Carlos Lopes lors du marathon des Jeux olympiques de 1984 ne fut pas seulement la première pour un athlète du Sporting, elle fut aussi la première médaille d'or pour un athlète portugais. En 1996, le joueur de football Emmanuel Amunike remporte collectivement l'or du tournoi olympique avec l'équipe du Nigéria en étant le héros de son pays puisque c'est lui qui inscrit le but de la victoire à la 90e minute contre l'Argentine. En 2004, le spécialiste ukrainien du lancer du poids Yuriy Bilonoh remporte l'or au concours olympique avec une performance à 21,16 m. En 2012, le CIO lui retire sa médaille d'or à la suite de nouvelles analyses de ses tests antidopage montrant qu'ils étaient positifs aux stéroïdes.
- 1984 - Los Angeles (USA) :  Carlos Lopes (marathon)
- 1996 - Atlanta (USA) :  Emmanuel Amunike (équipe du Nigéria olympique de football)
- 2004 - Athènes (Grèce) :  Yuriy Bilonoh (lancer du poids)

#### Médailles d'argent
Quatre ans avant la médaille d'or d'Amunike, le Sporting comptait déjà un médaillé en football, avec Andrzej Juskowiak qui faisait partie de l'équipe de Pologne qui obtient la médaille d'argent aux Jeux olympiques d'été de 1992 à Barcelone. Outre la médaille, le joueur du Sporting termine également meilleur buteur de la compétition avec 7 buts, dont un triplé en demi-finale contre l'Australie. La Pologne, elle s'incline 2-3 en finale sur un but encaissé à la dernière minute contre l'Espagne.
En 2004, Francis Obikwelu marque les esprits avec sa médaille d'argent dans l'épreuve du 100 mètres, en passant sous la barre des 10 secondes (9 s 86 en finale), ratant l'or de très peu (9 s 85) face à Justin Gatlin.
- 1976 - Montréal (Canada) :  Armando Silva Marques (Fosse olympique)
- 1976 - Montréal (Canada) :  Carlos Lopes (10 000 mètres)
- 1992 - Barcelone (Espagne) :  Andrzej Juskowiak (Équipe de Pologne olympique de football + meilleur buteur de la compétition)
- 2004 - Athènes (Grèce) :  Francis Obikwelu (Athlétisme : 100 mètres)
- 2004 - Athènes (Grèce) :  Ionela Târlea (400 mètres haies)
- 2012 - Londres (Grande-Bretagne) :  Emanuel Silva (Canoë-kayak K2 1 000 m)

#### Médailles de bronze
En 2004, Rui Silva apporte une nouvelle médaille au Sporting et au Portugal grâce à une jolie remontée dans la discipline du 1 500 mètres, avec un temps à 3 min 34 s 68, derrière Hicham El Guerrouj et Bernard Lagat.
- 2004 - Athènes (Grèce) :  Rui Silva (Athlétisme : 1500 mètres)